# 製麺

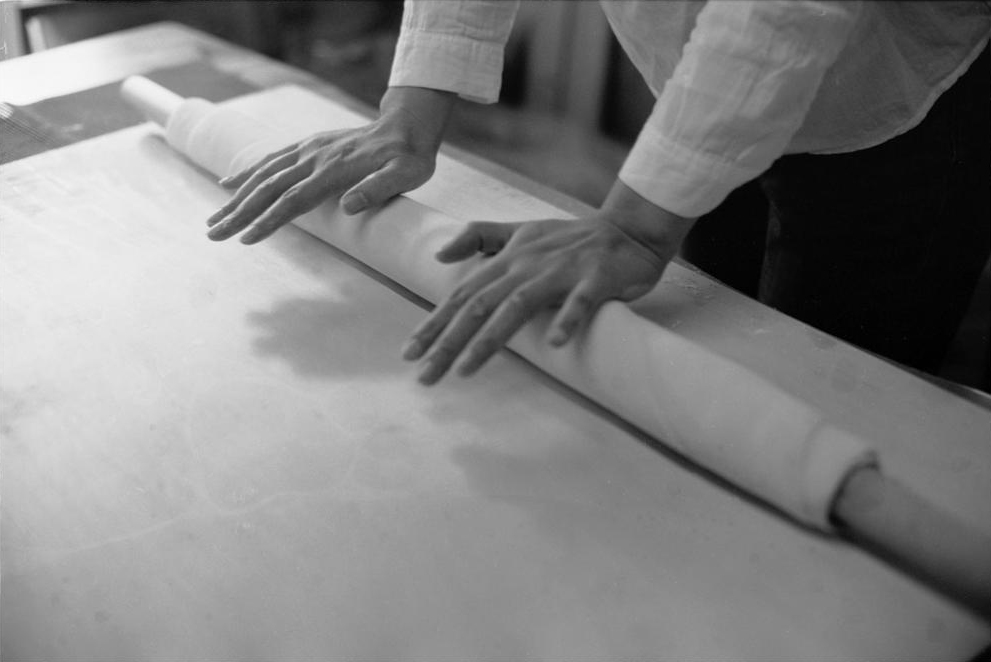
製麺作業（うどん）

製麺（せいめん）は、麺を製造する事である。製品の種類によっては、麺の完成後に行う「茹で・加熱・乾燥・冷凍・包装」などの工程も含む場合があるなど、「製麺」の範囲は一概には言えない。粉から加熱前の製品に加工する過程のことは「麺打ち」ともいう。

## 製麺機
製麺機とは、製麺作業を行う機械である。手打ちより労力が少なく済み、多少融通が利かない事があってもそれなりに安定した製麺作業が行える。
1888年、佐賀県の発明家・真崎照郷（まさき てるさと）が世界初の機械動力式製麺機を発明した。そして、大正時代には戦時景気の好況で消費生活が活発となり、購買力が倍増し、製麺機械が実用化されるようになってきた。それらの製麺機は、生産工場によって、小野式・清水式（清水そういち発明）・田中式など区別されている。

製麺機には、単体の機能しか持たない製品もある（ミキサー・踏み・伸ばし・切り専用機）単体の機械とラインの機械があるが、概ね次の様な流れになる。
機械の呼び名は地域やメーカーによって異なるが、一般的によく使われる名称で記述する。
【ミキサー】小麦粉やそば粉等の粉体の物と、練水を混合させる機械である、一般的には常圧でミキシングする場合が多いが、最近では水和を良くして、茹で伸びを防止する為に真空式の機械が多く見られる様になっている。
【複合機】ミキサーで混合されたおから状態の塊を、ロールを通して麺帯にする機械である、ラインの場合はロールの大きさは、8寸や1尺を使って複合して麺帯にする場合が多い、ロール径が大きいほど、生地は良く締まり表面は滑らかになる。
【圧延機】複合機で麺帯になった生地を徐々に薄くする機械である。一気に薄くしてしまうと表面がボロボロになり、生地の内部でも繊維が破断し滑らかな麺線に仕上がらない。ロールの経が１尺×８寸×６寸×５寸×４寸の様に徐々に小さくして最後に薄い生地となる。
【切断機】薄くなった生地を最後に切断機で長さを決めカットする、その際に麺の太さを決める為に切刃を使用する。
麺の太さによるが、うどん等の太い麺を製造する場合は8番や10番位の切刃を使用する事が多い。反対に博多麺等の細い麺を切る時には28番や30番位の切刃を使用する。切刃の番号の意味はJIS規格で決まっており、生地の幅3cmあたりで何本取れるかで番号が決まる。
10番場合10本取れるので、1本の太さは3mmとなる、しかし実際の麺は生地の反発があり、計算上の数値よりわずかに太くなる場合がある。
以上、大きく分けて4工程で製麺した麺をそのまま使う場合は、生中華麺や生うどん、茹でると焼きそばや茹でうどん、茹でた麺を冷凍した物を冷凍めん、生めんを乾燥させたもの乾麺と言い、多種多様な麺ができる。　

## 自家製麺
ラーメン店やうどん店等の飲食店で自ら製麺を行う事を『自家製麺』と呼ぶ。
自家製麺とはいえ、時間あたり100食程度しか製造できない小型の物から、ラインを組んで時間あたり2000食の大量生産できる大型の物まであり様々である。
小型の製麺機といえども、カッターやロールを正しく使えば問題ないが、誤って使用すると事故につながる危険がある。
安全装置のついた物を使う等、充分に注意して使用する事が望ましい。

## 製麺所
製麺をした麺を販売する企業を製麺所と呼ぶことがある。
製麺所は大きく分けて2通りあり、スーパーでや百貨店等を通して小売される、個人向けルートと、うどん店やラーメン店の様な飲食店向けに販売される業務用ルートに分かれる。製麺所と呼ばれる所は、数人規模の家内工業から数十人規模の所が大多数であるが、中には数百人規模で全国展開している企業も複数存在する。
昭和の時代には相当数の製麺所が存在したが、平成、令和と時代が進み廃業する所も増え減少傾向にある。
電話帳から検索すると、令和4年7月現在全国に4514軒の製麺所が存在する。